# شاتوالد
شاتوالد (به آلمانی: Schattwald) یک منطقهٔ مسکونی در اتریش است که در ناحیه رویت واقع شده‌است. شاتوالد ۱۶٫۱ کیلومتر مربع مساحت دارد ۱٬۰۷۲ متر بالاتر از سطح دریا واقع شده‌است.